# CartaCapital
A CartaCapital é uma revista semanal brasileira de informações gerais publicada pela Editora Basset Ltda. Foi fundada em agosto de 1994 pelo jornalista ítalo-brasileiro Mino Carta, criador da revista Quatro Rodas, do Jornal da Tarde, do extinto Jornal da República e das semanais Veja e IstoÉ, pelo economista Luiz Gonzaga Belluzzo e por um grupo de jornalistas. Mino Carta dirige a redação desde o primeiro número. Manuela Carta tornou-se publisher em 2001. Bob Fernandes (1997-2005), Maurício Stycer (2005-2006) e Nirlando Beirão (2018-2019) foram redatores-chefes, função atualmente exercida por Sergio Lirio, que havia ocupado o mesmo posto entre 2007 e 2018 e voltou ao cargo em 2019 após uma passagem por outras áreas da empresa. Thaís Reis Oliveira é editora-executiva do site desde 2020.
Inicialmente com uma publicação mensal desde agosto de 1994, depois quinzenal (março de 1996), tornou-se, a partir de agosto de 2001, semanal. Possui atualmente uma tiragem média de 75 mil exemplares. Em 2001, CartaCapital ganhou o Prêmio Brasil de Mídia do Ano pela Associação Brasileira de Comunicação Empresarial (ABERJE), o que se repetiu em 2003.
Neste mesmo ano, a revista foi vencedora do Prêmio Comunique-se de Imprensa na categoria "Executivo de Veículo de Comunicação".  Em novembro de 2006, Mino Carta recebeu o prêmio de "Jornalista Brasileiro de Maior Destaque no Ano", da Associação dos Correspondentes da Imprensa Estrangeira no Brasil (ACIE).
A CartaCapital teria sido concebida como uma alternativa às revistas similares que existiam então (e que efetivamente dominavam o mercado): Veja e IstoÉ.[carece de fontes?] Como não foi possível superá-las, em termos de fatia do mercado, assumiu ao longo do tempo uma postura de análise crítica, mais do que sua apresentação ou explicação. A revista possui, em contraste às supracitadas, uma equipe pequena (apenas 11 jornalistas) e procura dar uma visão aos acontecimentos da semana diferente das apresentadas pelos demais semanários e jornais.

## Características editoriais
A CartaCapital  é marcada por uma linha editorial assumidamente alinhada à esquerda política, e apesar de ter demonstrado (segundo o que afirmou a própria revista) inúmeras falhas do governo Lula, adotou uma posição favorável em relação à sua continuidade, apoiando a candidatura de Dilma Rousseff em 2010, o que sugere um exemplo de ativismo jornalístico pela revista, uma modalidade de jornalismo que, intencionalmente e de forma transparente, adota um determinado ponto de vista, geralmente com algum objetivo social ou político, postura editorial que tem gerado controvérsias.
Especialistas e intelectuais de diversas áreas do conhecimento escrevem nas diferentes editorias da revista. Por vezes é frontalmente contrária às abordagens feitas pelas concorrentes. Por exemplo, o ex-futebolista Sócrates, falecido em 2011, escrevia semanalmente sobre futebol na coluna Pênalti, mas abordando as questões políticas do esporte.

## Controvérsias

### Entrevista com Luiz Inácio Lula da Silva
Em 14 de dezembro de 2005, na edição de nº 372, a revista publicou uma longa entrevista com o então presidente do Brasil, Luiz Inácio Lula da Silva, concedida no Palácio do Planalto no dia 7 de dezembro de 2005. No ano seguinte, Lula seria candidato à reeleição, conseguindo se reeleger para um segundo mandato. A entrevista foi alvo de críticas dos opositores do presidente, visto que sua pauta focalizou a gestão macroeconômica do governo e não a crise política e o escândalo do mensalão, que à época estavam em pauta na maior parte da imprensa.
A resposta da CartaCapital a esta alegação foi que denúncias de corrupção já veiculadas diariamente por todos os órgãos de divulgação do país e até por muitos livros de história do Brasil não se tornariam, para a revista, o fator fundamental na eleição que em breve elegeria o presidente do Brasil, e esforçou-se por noticiar outros acontecimentos relevantes que considerava serem de maior interesse, e que vinham sendo relegados a um segundo plano pelo que a revista chama de "grande mídia", que optara, naquele período pré-eleitoral, por fazer uma cobertura crítica do último governo.

### Cobertura das eleições 2006
Numa série de reportagens publicadas entre o primeiro e o segundo turno da eleição presidencial de 2006, entrou em uma polêmica jornalística com a cobertura realizada por outros veículos de comunicação como a Rede Globo e a Folha de S. Paulo.
Dentre os pontos principais das reportagens de Raimundo Rodrigues Pereira, destaca-se a maneira como foram divulgadas as fotos do dinheiro do Escândalo do Dossiê que foram "vazadas" para a imprensa pelo delegado da Polícia Federal Edmilson Bruno.

### Lula sugere pauta à revista
Em 2016, em telefonema grampeado pela Polícia Federal com o ex-ministro Jaques Wagner, o ex-presidente Luiz Inácio Lula da Silva contou que havia solicitado a Mino Carta um artigo mostrando que as manifestações foram realizadas em favor do "combate à corrupção" e contra a classe política brasileira.
"Eu conversei com Mino Carta aqui", disse Lula, para depois informar que "pediu" ou orientou o jornalista a escrever um artigo com essa abordagem, quando na verdade as manifestações, na ocasião, foram realizadas em defesa do impeachment da presidente Dilma e em apoio à Operação Lava Jato, conduzida pelo juiz federal Sergio Moro.
Em 17 de março de 2016, a revista publicou um vídeo gravado por Mino Carta alegando que as declarações de Lula haviam sido distorcidas, segundo ele com o intuito de atacar a imparcialidade da revista. Ainda, segundo Carta, a revista havia sido a única a cobrir de forma crítica os desmandos e a atuação político-partidária da Operação Lava Jato, o que considerou inquestionável após os vazamentos das conversas pelo Telegram de procuradores da República e o ex-juiz Sérgio Moro, publicadas pelo The Intercept Brasil na série de reportagens conhecida como “Vaza Jato”.

### Odebrecht
Em 11 de abril de 2017, após o ministro do Supremo Tribunal Federal, Edson Fachin, retirar o sigilo das delações da Odebrecht na Operação Lava Jato, os depoimentos de Marcelo Odebrecht e Emílio Odebrecht, que vieram a público, revelaram um empréstimo de 3 milhões de reais à revista. O pedido teria sido feito pelo ex-presidente Luiz Inácio Lula da Silva ao próprio Emílio. Em 13 de abril de 2017, a CartaCapital publicou uma resposta falando sobre as polêmicas ligadas a revista, destacando "O que exatamente dizem Marcelo e Emilio Odebrecht sobre CartaCapital".

### Henrique Meirelles
Em 15 de janeiro de 2018, o colunista André Barrocal insinuou que o Ministro da Fazenda Henrique Meirelles fosse homossexual, com o intuito de desmoralizá-lo. O comentário causou críticas de leitores e jornalistas, por conta do viés negativo dado à suposta orientação sexual de Meirelles em uma revista que se diz defensora da diversidade. Após a repercussão negativa, CartaCapital suprimiu o trecho artigo e pediu desculpas ao ministro.

### Ataques de Nirlando Beirão às mulheres
Em 2019 o então redator-chefe de CartaCapital, Nirlando Beirão, escreveu uma matéria intitulada Mulheres que envergonham as mulheres. A matéria usou de adjetivos machistas, misóginos, homofóbicos e de intolerância religiosa (onde sugeriu que a ministra Damares Alves mantivesse relações sexuais com Jesus Cristo) para desqualificar mulheres que se identificam com a direita e ou jornalistas, juristas, entre outras, que estiveram envolvidas no caso da Prisão de Luiz Inácio Lula da Silva e ou na Operação Lava Jato.

## Contribuidores notáveis
- Márcio Alemão
- Paulo Henrique Amorim
- Nirlando Beirão
- Cesar Calejon
- Maurício Dias
- Wálter Fanganiello Maierovitch
- Antônio Delfim Netto
- José Onofre
- Vladimir Safatle
- Pedro Alexandre Sanches
- Sócrates
- Ana Paula Sousa
- Djamila Ribeiro
- Drauzio Varella
- Thomaz Wood Jr.
- Jean Wyllys
- Rita von Hunty

## Pesquisas publicadas
- Pesquisa Vox Populi sobre o aborto, 2007
- Pesquisa do IUPERJ sobre a parcialidade dos jornais nas eleições presidenciais de 2006